# San Bartolomé de Tirajana
San Bartolomé de Tirajana è un comune spagnolo di 54 377 abitanti situato nella comunità autonoma delle Canarie.

## Geografia fisica
È il municipio più esteso di Gran Canaria con una superficie di 333 km², e comprende la località di Maspalomas che, con le sue dune e la zona di Playa del Inglés, è il secondo centro per importanza dell'isola e il primo per le attrattive turistiche.